# Наш городок
«Наш городок» — пьеса в 3-х действиях американского прозаика и драматурга Торнтона Уайлдера, написанная в 1938 году и в том же году удостоенная Пулитцеровской премии.

## История создания
Сам Торнтон Уайлдер о пьесе «Наш городок» говорил: «Это простая пьеса, в которой присутствуют все сложные темы; и это сложнейшая пьеса, где я с любовью рассказываю о простейших вещах на свете».

## Действующие лица
Помощник режиссёра
Доктор Гиббс
Миссис Гиббс
Джордж Гиббс
Ребекка Гиббс
Мистер Уэбб
Миссис Уэбб
Эмили Уэбб
Уолли Уэбб
Хови Ньюсом
Констебль Уоррен
Джо Кроуэлл
Сай Кроуэлл
Миссис Сомс
Миссис Фостер
Саймон Стимсон
Дама в зрительном зале
Лошадь

## Сюжет
Действие разворачивается в 1901—1913 годах в американском провинциальном городке Гроверс-Корнерс штата Нью-Гемпшир. Пьеса задумана как спектакль в спектакле; согласно авторской ремарке, должна исполняться без занавеса и почти без декораций. Помощник режиссёра объявляет зрителям, что сейчас для них будет сыграна пьеса Торнтона Уайлдера «Наш городок»; он рассказывает о городке и представляет зрителям главных героев.

## Сценическая судьба
В 1993 году пьеса была поставлена в академическом Молодёжном театре.
В 2014 году Семён Спивак поставил пьесу в Молодежном театре на Фонтанке.
В 2015 году пьеса была поставлена в театре драмы имени М. Ю. Лермонтова в Алматы.
В 2017 году пьеса была поставлена Ульяновском драматическом театре И. А. Гончарова.

## Экранизации
Экранизирована в 1940 году режиссёром Сэмом Вудом.